# 공주휴게소

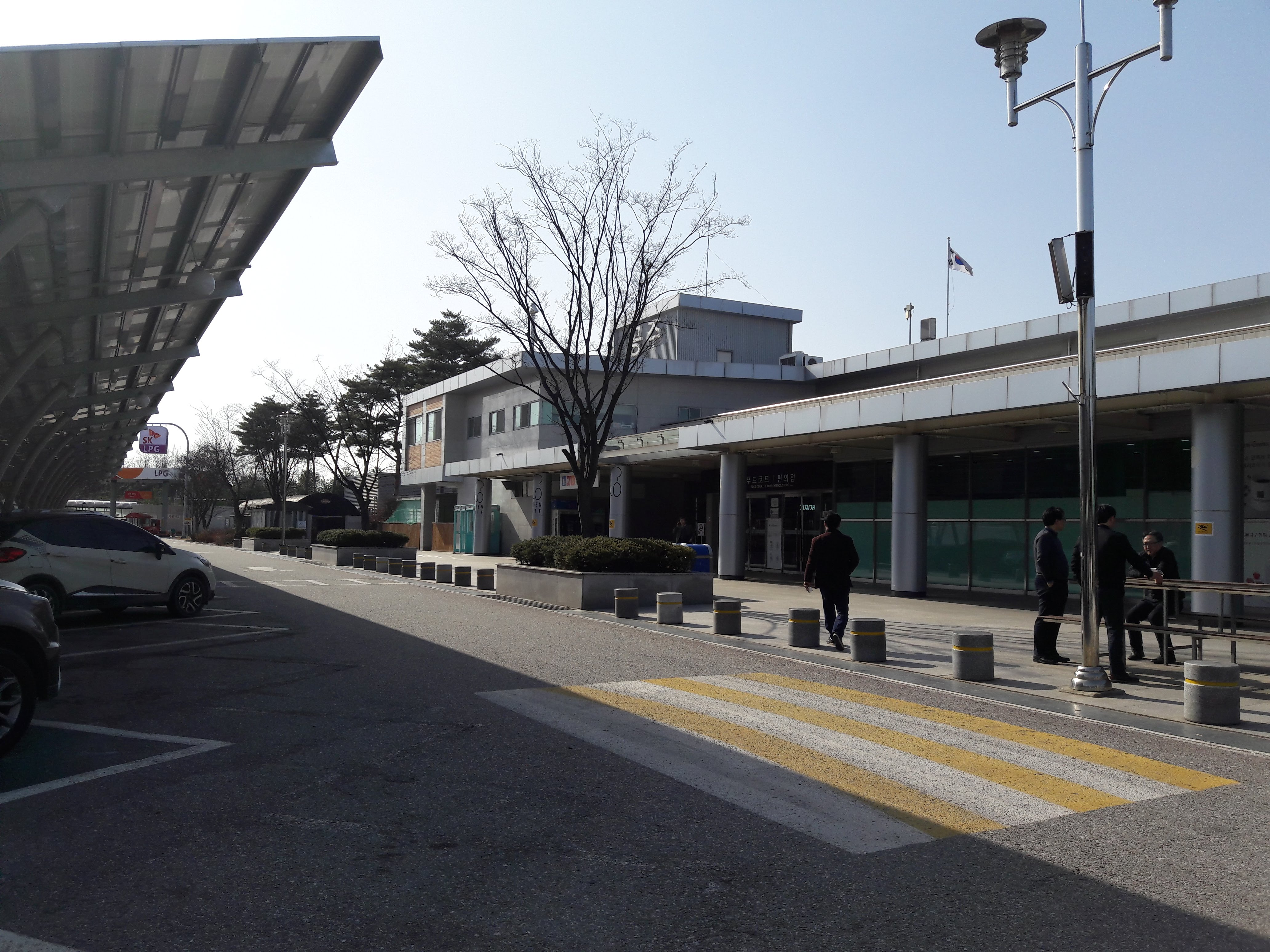
대전방향

공주휴게소(公州休憩所, Gongju Service Area)는 충청남도 공주시 송선동에 위치한 서산영덕고속도로의 고속도로 휴게소이다. 양방향 모두 휴게소가 존재한다.

## 시설
- 주유소
- 화장실
- 현금 자동 입출금기
- 주차장
- 매점

## 전후
- 공주 분기점→공주휴게소→서세종 나들목
- 신풍휴게소→공주휴게소→신탄진휴게소